# Oklahoma City Thunder 2014-2015
La stagione 2014-15 degli Oklahoma City Thunder fu la 48ª nella NBA per la franchigia.
Gli Oklahoma City Thunder arrivarono secondi nella Northwest Division della Western Conference con un record di 45-37, non qualificandosi per i play-off.

## Scelta draft
| Giro | Chiamata | Giocatore    | Ruolo | Nazionalità | College/Club        |
| ---- | -------- | ------------ | ----- | ----------- | ------------------- |
| 1    | 21       | Mitch McGary | AG    | Stati Uniti | Michigan Wolverines |
| 1    | 29       | Josh Huestis | AP    | Stati Uniti | Stanford Cardinal   |

### Roster
| N° | Naz.                   | Ruolo | Sportivo          | Anno | Alt. | Peso |
| -- | ---------------------- | ----- | ----------------- | ---- | ---- | ---- |
| 0  | Stati Uniti (bandiera) | G     | Russell Westbrook | 1988 | 191  | 85   |
| 2  | Stati Uniti (bandiera) | G     | Anthony Morrow    | 1985 | 196  | 95   |
| 3  | Stati Uniti (bandiera) | A     | Perry Jones       | 1991 | 211  | 106  |
| 4  | Stati Uniti (bandiera) | AC    | Nick Collison     | 1980 | 206  | 116  |
| 5  | Stati Uniti (bandiera) | A     | Kyle Singler      | 1988 | 203  | 104  |
| 6  | Stati Uniti (bandiera) | A     | Steve Novak       | 1983 | 208  | 100  |
| 7  | Stati Uniti (bandiera) | A     | Grant Jerrett     | 1993 | 208  | 105  |
| 8  | Stati Uniti (bandiera) | G     | Ish Smith         | 1988 | 183  | 79   |
| 9  | Spagna (bandiera)      | A     | Serge Ibaka       | 1989 | 208  | 107  |
| 11 | Stati Uniti (bandiera) | G     | Jeremy Lamb       | 1992 | 198  | 81   |
| 12 | Stati Uniti (bandiera) | C     | Steven Adams      | 1993 | 213  | 113  |
| 14 | Stati Uniti (bandiera) | G     | D.J. Augustin     | 1987 | 183  | 82   |
| 15 | Stati Uniti (bandiera) | P     | Reggie Jackson    | 1990 | 191  | 94   |
| 21 | Stati Uniti (bandiera) | A     | André Roberson    | 1991 | 201  | 95   |
| 23 | Stati Uniti (bandiera) | G     | Dion Waiters      | 1991 | 193  | 95   |
| 31 | Stati Uniti (bandiera) | G     | Sebastian Telfair | 1985 | 183  | 75   |
| 33 | Stati Uniti (bandiera) | A     | Mitch McGary      | 1992 | 208  | 116  |
| 34 | Turchia (bandiera)     | C     | Enes Kanter       | 1992 | 211  | 119  |
| 35 | Stati Uniti (bandiera) | A     | Kevin Durant      | 1988 | 206  | 104  |
| 42 | Stati Uniti (bandiera) | A     | Lance Thomas      | 1988 | 203  | 102  |

### Staff tecnico
- Allenatore: Scott Brooks
- Vice-allenatori: Mark Bryant, Rex Kalamian, Robert Pack, Darko Rajaković, Mike Terpstra
- Preparatore atletico: Joe Sharpe
- Preparatore fisico: Dwight Daub